# Cours Gambetta
Le cours Gambetta est une voie marquant la limite des 3e et 7e arrondissements de Lyon.

## Situation et accès
S'étendant d'Ouest en Est depuis le Rhône et le pont de la Guillotière, cette voie est prolongée par le cours Albert-Thomas. Elle comporte 156 numéros.
Le cours est desservi par la ligne D du métro de Lyon par les stations Garibaldi, Saxe - Gambetta et Guillotière - Gabriel Péri.

## Origine du nom
Il doit son nom à Léon Gambetta (1838-1882), homme politique, membre du gouvernement de la défense nationale en 1870, président du Conseil et député.

## Historique
André Combalot et François Cavenne ensevelissent sept arches du pont de la Guillotière (une en 1815, puis six en 1833). Sur les terrains ainsi dégagés est créée en 1840 une avenue, nommée « cours des Brosses », entre la place du Pont (place Gabriel-Péri depuis 1947) et le quai.
Cette voie fait partie de la route nationale 6.
En 1852, la commune de la Guillotière est rattaché à celle de Lyon et en 1854, la réorganisation de la trame urbaine de la rive gauche prévoit le prolongement du cours des Brosses jusqu'à Grange Blanche, remplaçant ainsi la route ancienne (Grande rue de la Guillotière et actuelle avenue des Frères-Lumière), au tracé étroit et sinueux. Mais le projet, jugé trop onéreux, fait l'objet de résistance. Le prolongement de la voie jusqu'à la voie ferrée n'est achevé qu'en 1870,. En 1876, le cours prend son nom actuel.
Dans les années 1880, le cours est prolongé jusqu'à la montée des Sablons (actuellement avenue Rockefeller). Cette section prend le nom de cours Albert-Thomas.
La ligne D du métro de Lyon reprend son tracé.

## Bâtiments remarquables et lieux de mémoire
- 33 : théâtre de l'Eldorado, ouvert en 1894 et détruit en 1993.
- 150 : siège de la Société des missions africaines et du musée africain de Lyon.